# Jadwiga Drążek
Jadwiga Drążek, po mężu Spich (ur. 28 lutego 1948 w Domaszewicy) – polska lekkoatletka, specjalizująca się w biegach średnich, medalistka mistrzostw Polski.

## Kariera sportowa
Była zawodniczką AZS Lublin (1967-1971) i Startu Lublin (1972).
Na mistrzostwach Polski seniorek zdobyła jeden medal: brązowy w biegu przełajowym na 3 km w 1972.
W 1972 wystartowała w 1 spotkaniu międzynarodowym.
Rekordy życiowe:
- 800 m: 2:13,0 (20.06.1971)
- 1500 m: 4:26,7 (18.06.1972)